# فريزر ستودارت
السير جيمس فريزر ستودارت (24 مايو 1942 – 30 ديسمبر 2024) هو كيميائي بريطاني-أمريكي اشتهر بأبحاثه في مجال كيمياء الجزيئات الضخمة.
في الخامس من أكتوبر/تشرين الأول حاز ستودارت بمرافقة جان بيار سوفاج وبين فيرينغا على جائزة نوبل في الكيمياء سنة 2016 لأبحاثهم في «تصميم واصطناع الآلات الجزيئية». كان عضوًا في الأكاديمية الألمانية للعلوم ليوبولدينا، والأكاديمية الوطنية للعلوم، والأكاديمية الأمريكية للفنون والعلوم، والجمعية الملكية، والأكاديمية الملكية الهولندية للفنون والعلوم. أدار جامعة كاليفورنيا، لوس أنجلوس، وجامعة شيفيلد، وجامعة نورث وسترن.

## جوائز
حصل على جوائز منها:
- جائزة نوبل في الكيمياء (2016)
- قلادة ديفي (2008)
- جائزة ألبرت أينشتاين العالمية للعلوم (2007)
- زميل في الجمعية الملكية (1994)
- جائزة الملك فيصل العالمية
- زميل الجمعية الملكية للكيمياء
- لقب فارس.

## اقرأ أيضاً
- جان بيار سوفاج
- بين فيرينغا
- جائزة أرثر سي كوب

## روابط خارجية
- فريزر ستودارت على موقع الموسوعة البريطانية (الإنجليزية)
- فريزر ستودارت على موقع مونزينجر (الألمانية)